# Прапор Новобузького району
Пра́пор Новобу́зького райо́ну затверджений 20 червня 2003 року рішенням N151 X сесії Новобузької районної ради 24 скликання.

## Опис
Синє прямокутне полотнище з співвідношенням сторін 2:3; внизу — біла хвиляста смуга шириною в 1/3 прапора, над нею — жовтий Свято-Михайлівський Пелагеївський жіночий монастир. Зворотна сторона прапора має дзеркальне відображення.